# Belgrade, Nebraska
Belgrade är en ort (village) i Nance County i Nebraska. Vid 2020 års folkräkning hade Belgrade 103 invånare.